# Állati történetek (Így jártam anyátokkal)
Az Állati történetek az Így jártam anyátokkal című televízió-sorozat ötödik évadának tizenkilencedik epizódja. Eredetileg 2010. április 12-én vetítették, míg Magyarországon 2010. november 1-jén.
Ebben az epizódban Marshall azt állítja, hogy hazafelé kirabolták őt, de a hogyan és a miként terén már különféle meséket ad elő.

## Cselekmény
A banda pizzát rendel, Marshall viszont nem tudja kifizetni, mert nincs nála a pénztárcája. Kénytelen-kelletlen bevallja a többieknek, hogy kirabolták őt a Central Parkban. Mikor Lily ezt meghallja, elhatározza, hogy vesz egy pisztolyt. Később a bárban Marshall már azt mondja, hogy a rabló meztelen volt, majd kiderül, hogy nem is ember volt a tettes, hanem egy majom. Barney fantasztikus csajozós sztorinak találja. Mikor megjelenik Robin, újra el kell mesélni a sztorit, itt viszont Barney mondja el és úgy, hogy Marshallt csapdába csalta a majom, banánokkal, és fegyver helyett is egy banánt fogott rá.
Robin szeretne interjút készíteni Marshall-lal a történetről. Barney egy nőt próbál felszedni a majmos sztorival, ám ekkor megjelenik egy korábbi nője, akit azzal szédített, hogy űrhajós. Kihasználva a lehetőséget egy édeshármasra, a két sztorit megpróbálja egybefűzni, aminek csúnya vége lesz: az egyik lány elviharzik, a másikról meg kiderül, hogy elmúlt 30 éves.
Marshall bemegy a tévébe, ahol Robin interjúztatja. Ekkor azonban már azt állítja, hogy nem is majom volt a tettes, és egyáltalán nem hajlandó semmit mondani a történtekről. Ted is ott van, őt pedig az építészmakettjeiről kérdeznék. Váratlanul a stúdióba hozott kismajom megszökik, ellop egy babát és felmászik Ted makett-épületére, miközben az operatőr papírrepülővel dobálja (a King Kong című filmre hasonlító módon). Az azonban, hogy ez tényleg megtörtént-e, nem derül ki, Jövőbeli Ted csak utal rá, hogy lehet, hogy ez is csak kitaláció.

## Kontinuitás
- Barney viseli az övet, amit a "Tricikli" című részben mutattak be először, utalva arra, hogy megvolt neki az édeshármas.
- Barney ismét a "Csak..... oké?" szófordulatot használja.
- Barney ismét azt állítja, hogy ő Ted legjobb barátja.
- Barney a "Pofogadás" és a "Közbelépés" című részekben is megvetette a 30 évnél idősebb nőket.
- Barney a "Selejtező" és "A Taktikai Könyv" című részben is azzal szédítette a nőket, hogy űrhajós.
- Marshall és Lily otthoni balesetei közt ott szerepel, amikor Marshall szemenlőtte Lilyt a pezsgősüveggel ("A kezdetek"), illetve amikor megszúrta egy karddal ("A párbaj")
- Lily ismét utal boltkórosságára ("Én nem az a pasi vagyok")
- Marshall régóta szereti a majmokat ("Élet a gorillák között")

## Érdekességek
- Az epizódban Barneyt többször hívják Neil-nek (Neil Patrick Harris játssza), amire egyszer meg is jegyzi, hogy őt nem így hívják.
- Carter Bays évekkel később egy Reddit kérdezz-felelekben megerősítette, hogy Marshallt csakugyan egy majom rabolta ki[1].

## Zene
- The Rolling Stones – Monkey Man

## Vendégszereplők
- Collette Wolfe – Sarah
- E. E. Bell – pincér
- Matt L. Jones – Arthur
- Celeste Thorson – Lisa
- Collin Christopher – Simon
- Jon Dore – rabló/állatidomár
- Ron Nicolosi – Mike